# دیوید راکسین
دیوید راکسین (انگلیسی: David Raksin؛ ۴ اوت ۱۹۱۲ – ۹ اوت ۲۰۰۴) یک آهنگ‌ساز اهل ایالات متحده آمریکا بود.

## فیلم‌شناسی
- روز بعد (۱۹۸۳)
- What's the Matter with Helen? (۱۹۷۱)
- The Over-the-Hill Gang Rides Again (۱۹۷۰)
- Will Penny (۱۹۶۸)
- A Big Hand for the Little Lady (۱۹۶۶)
- Sylvia (۱۹۶۵)
- Invitation to a Gunfighter (۱۹۶۴)
- فریب‌خورده (۱۹۶۴)
- Two Weeks in Another Town (۱۹۶۲)
- Too Late Blues (۱۹۶۱)
- بن کیسی (۱۹۶۱) مجموعه تلویزیونی
- Two Faces West (۱۹۶۰) مجموعه تلویزیونی
- آل کاپون (۱۹۵۹)
- میزهای تک‌نفره (۱۹۵۸)
- تا وقتی کشتی راه بیفتد (۱۹۵۷)
- Man on Fire (۱۹۵۷)
- 20 Million Miles to Earth (۱۹۵۷)
- گربه‌های جهنمی نیروی دریایی (۱۹۵۷)
- Hilda Crane (۱۹۵۶)
- Jubal (۱۹۵۶)
- Seven Wonders of the World (۱۹۵۵)
- The Big Combo (۱۹۵۵)
- سادنلی (۱۹۵۴)
- آپاچی (۱۹۵۴)
- بد و زیبا (۱۹۵۲)
- کری (۱۹۵۲)
- Pat and Mike (۱۹۵۲)
- در پهنه وسیع میسوری (۱۹۵۱)
- The Next Voice You Hear... (۱۹۵۰)
- یانکی باشکوه (۱۹۵۰)
- گرداب (۱۹۴۹)
- نیروی اهریمن (۱۹۴۸)
- سوپرمن (۱۹۴۸)
- دیزی کنیون (۱۹۴۷)
- Forever Amber (۱۹۴۷)
- زندگی پنهان والتر میتی (۱۹۴۷)
- Fallen Angel (۱۹۴۵)
- لورا (۱۹۴۴)
- تامپیکو (۱۹۴۴)
- شهر بدون مرد (۱۹۴۳)
- The Men in Her Life (۱۹۴۱)
- ماجراهای شرلوک هولمز (۱۹۳۹)
- Stanley and Livingstone (۱۹۳۹)
- درنده باسکرویل (۱۹۳۹)
- عصر جدید (تنظیم‌کننده) (۱۹۳۶)